# Gare de Condom
La gare de Condom est une gare ferroviaire française des lignes de Port-Sainte-Marie à Riscle et de Condom à Castéra-Verduzan (hors service). Elle est située sur le territoire de la commune de Condom, dans le département du Gers en région Occitanie.
Elle est mise en service en 1880 par la Compagnie des chemins de fer du Midi et du Canal latéral à la Garonne. Le service des voyageurs est fermé en 1940 par la Société nationale des chemins de fer français (SNCF).
C'est une gare de la SNCF, ouverte aux trains de marchandises Fret SNCF.

## Situation ferroviaire
Établie à 81 mètres d'altitude, la gare de Condom est située au point kilométrique (PK) 154,85 de la ligne de Port-Sainte-Marie à Riscle partiellement déclassée. Elle est le terminus en cul-de-sac de la section de Port-Sainte-Marie à Condom, ouverte au trafic fret, peu avant la limite de déclassement au PK 155,086. 
C'était une gare de bifurcation, origine de la ligne de Condom à Castéra-Verduzan (hors service).

## Histoire
La station de Condom est mise en service le 6 juin 1880 par la Compagnie des chemins de fer du Midi et du Canal latéral à la Garonne, lorsqu'elle ouvre à l'exploitation la section de Port-Sainte-Marie à Condom.
La section de Condom à Eauze est ouverte le 5 juillet 1888.
La ligne et la gare sont fermées au trafic voyageurs le 27 juin 1940.
Durant la Seconde Guerre mondiale la gare est utilisée comme site de stockage par l'armée allemande.
En 2011, c'est une gare du réseau national ouverte à la desserte fret et au service de l'infrastructure.

## Service des voyageurs
Gare fermée.

## Service des marchandises
Condom est une gare de Fret SNCF ouverte aux « trains massifs » pour des transports sur des installations terminales embranchées (ITE).